# Teodoro Paredes
Teodoro Paul Paredes Pavón (Caaguazú, 1º aprile 1993) è un calciatore paraguaiano, difensore del Bolívar.

## Carriera

### Nazionale
Nel 2013 partecipa al Campionato sudamericano di calcio Under-20 2013 e al Campionato mondiale di calcio Under-20 2013 con la Nazionale Under-20 di calcio del Paraguay.